# Jerzy Kasalik
Jerzy Kasalik, né le 10 septembre 1949  à Świętochłowice, est un footballeur et international polonais. Il était attaquant.
Il compte 3 sélections avec la Pologne, et a commencé sa carrière internationale le 13 avril 1974 contre Haïti. 

## Carrière

### Clubs
- 1961-1968 :  Hutnik Cracovie
- 1968-1969 :  Legia Varsovie
- 1969-1970 :  Śląsk Wrocław
- 1970-1971 :  Hutnik Cracovie
- 1971-1975 :  ŁKS Łódź
- 1975-1976 :  Lechia Gdańsk
- 1976-1982 :  Lech Poznań
- 1982 :  Nykvarn
- 1985-1987 :  Nykvarn

### Palmarès
- Champion de Pologne : 1969
- Finaliste de la Coupe de Pologne : 1980
- Coupe de Pologne : 1982

## Entraîneur
- 1987 :  Lech Poznań
- Hutnik Cracovie
- 2003-2004 :  Widzew Łódź